# نینشوبور
نینشوبور (𒀭𒎏𒋚؛ «بانوی سوبارتو» یا «بانوی خدمتکاران») که به نام نینشوبورا نیز شناخته می‌شود، الهه‌ای بین‌النهرینی است که نقش اصلی او سوکال (وزیر الهی) اینانا است. در حالی که توافق بر این است که او در این متن یک زن است اما در موردهای دیگر یک مرد نظر گرفته می‌شود. این مساله، احتمالا به دنبال تلفیق او با سایر فرستاده‌های الهی مانند ایلابرات بوده است. در هیچ منبع شناخته‌شده‌ای اطلاعات روشنی درباره تبارشناسی او وجود ندارد و معمولا مجرد در نظر گرفته می‌شود. در نقش یک سوکال، هم به عنوان یک خدای پیام‌آور و هم به عنوان میانجی بین سایر اعضای پانتئون و درخواست‌کنندگان بشری عمل می‌کند.

## نام
فرانس ویگرمن نام نینشوبور را به «بانوی سوبارتو» یا «بانوی خدمتکاران» (یا «بانوی خدمتکاران سوباری») ترجمه می‌‌‌کند. این تفاوت بر اساس معنای متفاوت عنصر دوم، شوبور، «خدمتکار»، و با اشاره به نقش او در جایگاه یک خدای میانجی و خیرخواه است.

## جنسیت
امروزه در میان آشورشناسان این اجماع وجود دارد که نینشوبور در ارتباط با اینانا همیشه به عنوان یک خدای مونث شناخته می‌شود. در همان حال، بسیاری از نویسندگان پیشنهاد می‌کنند که نینشوبور در ارتباط با آنو، یک مرد است.